# Sarra-El
Sarra-El va ser rei de Iamkhad després de la destrucció d'Alep que va començar el rei hitita Hattusilis I i va acabar el seu successor Mursilis I. Segurament va pujar al tron després de l'assassinat de Mursilis I.
Sarra-El és conegut per un segell del seu fill Abbael II que va usar Niqmepa, rei d'Alalakh, com a segell dinàstic. Niqmepa era fill d'Idrimi que es considerava descendent dels antics reis de Iamkhad. El pare d'Idrimi, Ilim-Ilimma I era potser fill d'Abbael II. El nom de Sarra-El apareix també a les tauletes d'Alalakh, després de la menció de la princesa Bintikidiya i del príncep Hammurabi, hereu d'Alalakh. Alguns autors pensen que Sarra-El era fill de Yarim-Lim III.
Després de l'ocupació i la destrucció d'Alep pels hitites, la ciutat s'havia reconstruït i havia aconseguit la independència. Va estendre el seu territori conquerint alguns estats propers, com ara el Regne de Niya, Amae i Mukish o Alalakh. Se sap que hi van regnar, abans de què Mitanni conquerís el territori, Sarra-El, Abbael II i Ilim-Ilimma I.